# IE 비즈니스 스쿨

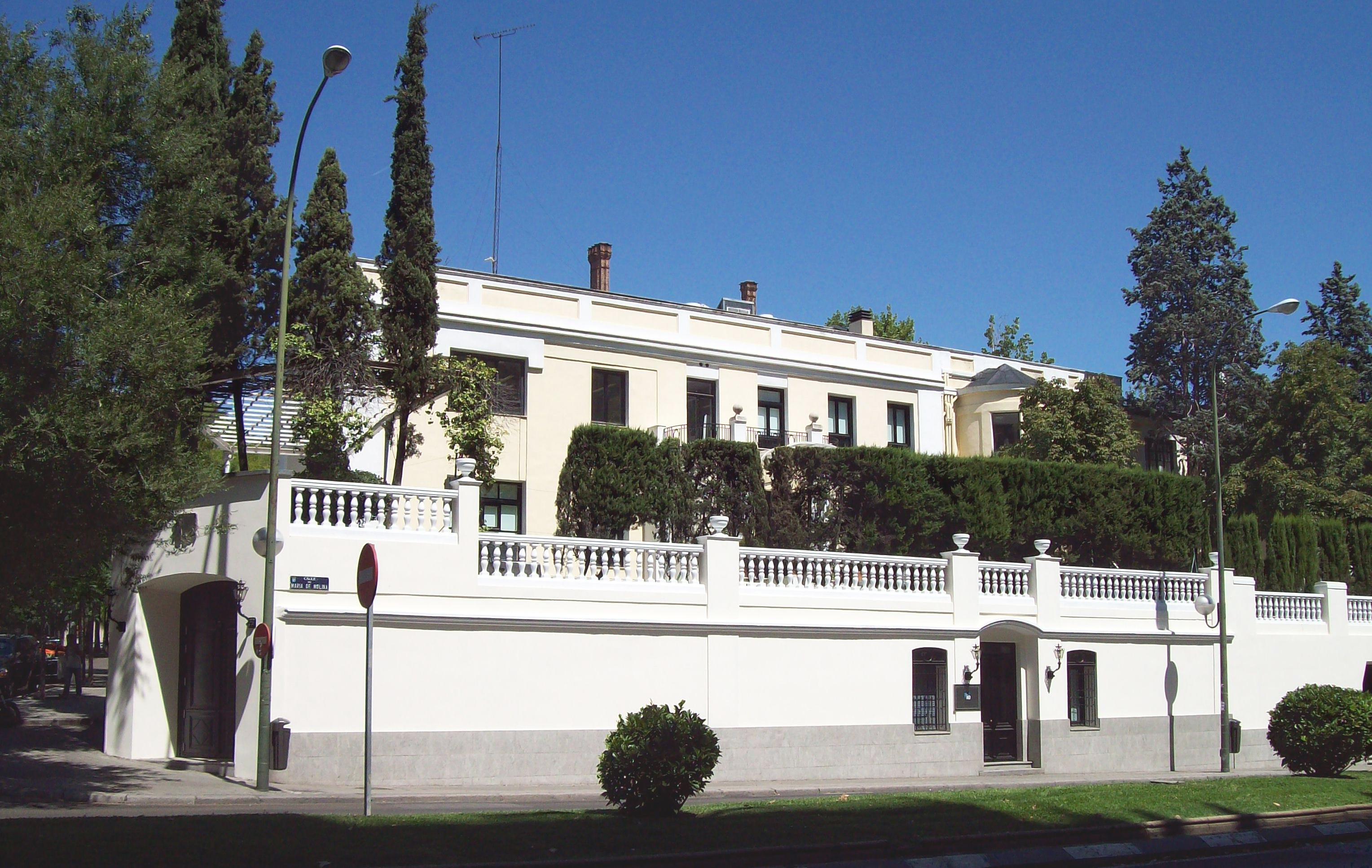

IE 비즈니스 스쿨(IE Business School)은 스페인 마드리드에 있는 대학원이다. 1973년 Instituto de Empresa라는 이름으로 설립되었으며, 2009년부터는 IE University의 산하 경영대학원으로 소속되어 있다.
파이낸셜타임즈(Financial Times)의 세계 MBA 랭킹 (Best Business School in the world)에서 2009년 세계 6위, 2017년 세계 8위에 랭크되는 등, 세계적인 명문 비즈니스 스쿨 중 하나로 알려져 있다.
이 학교는 일반석사과정, 최고경영자과정과 함께 Ph.D, DBA의 박사과정을 함께 운영한다. 전 세계 90개국에서 약 1,900명의 학생들이 매년 IE에서 공부하고 있다. 이그제큐티브 과정에는 매년 약 5,600명이 참가한다. 2008년 기준으로, 전 세계 81개국 출신의 교수들이 강의하고 있다.
2017년 기준 IE는 29개국에 사무실을 두고 있으며, 전 세계 128여국에 50,000명의 동문이 활동하고 있다.
IE 비즈니스스쿨의 캠퍼스는 마드리드 시내 중심에 위치해 있다.

## 인가
IE는 경영교육 평가기관인 AACSB, EQUIS, AMBA의 인가를 득했다.

## 순위

### 프로그램 순위
- 파이낸셜 타임즈, 2013년 12월, 비즈니스스쿨 유럽내 1위
- 파이낸셜 타임즈, 2013년 12월, MBA 랭킹 전 세계 11위 보관됨 2013-06-30 - 웨이백 머신
- 파이낸셜 타임즈, 2013년 6월, 비미국 Master in Finance 5위
- 이코노미스트지, 2013년 7월, Executive MBA 전 세계 2위
- 비즈니스 위크, 2012년 11월, 비미국 MBA 랭킹 3위
- 포브스지, 2011년 8월, 비미국 MBA 랭킹 3위
- 아스펜 인스티튜트, 2011년 9월, 비미국 MBA 랭킹 3위
- 월스트리트저널, 2009년 9월, MBA 랭킹(2년제 미만) 전 세계 1위
- 파이낸셜 타임즈, 2009년 1월, MBA 랭킹, 전 세계 6위, 유럽내 3위, 스페인내 1위 보관됨 2008-10-15 - 웨이백 머신
- 파이낸셜 타임즈, 2008년 5월, Top Executive Education Open Programmes 2008, 유럽내 6위, 전 세계 16위 보관됨 2008-10-14 - 웨이백 머신
- 파이낸셜 타임즈, 2008년 10월, Executive MBA Ranking, 전 세계 5위, 유럽내 3위 보관됨 2008-02-29 - 웨이백 머신
- 비지니스 위크, 2008년 11월, 비미국 MBA 순위, 전 세계 2위
- 포브스지, 2007년 8월, 비미국권 1년제 비지니스스쿨 순위, 전 세계 4위 보관됨 2008-04-21 - 웨이백 머신
- 이코노미스트, 2008년 9월, MBA 랭킹, 전 세계 10위, 유럽내 5위
- 아메리카 이코노미카, 2008년 8월, MBA 랭킹, 전 세계 4위
- 아스펜 인스티튜트, 2007년 10월, MBA 랭킹, 전 세계 10위, 유럽내 1위
- Quacquarelli Symonds, 2007, QS Top MBA, 인사담당자들이 선호하는 비즈니스스쿨 순위, 유럽내 4위 보관됨 2009-02-22 - 웨이백 머신
- Quacquarelli Symonds, 2006, QS Top MBA, 인사담당자들이 선호하는 비즈니스스쿨 순위, 유럽내 3위

## 참조
1. ↑  “"AACSB, Schools Accredited in Business"”. 2008년 8월 14일에 원본 문서에서 보존된 문서. 2008년 2월 14일에 확인함.
2. ↑  “"EQUIS, Accredited Members"”. 2008년 9월 30일에 원본 문서에서 보존된 문서. 2009년 3월 9일에 확인함.
3. ↑  “"Association of MBAs (AMBA), Accredited MBA Programmes"”. 2008년 10월 11일에 원본 문서에서 보존된 문서. 2008년 10월 7일에 확인함.